# Ster Zeeuwsche Eilanden
La Ster Zeeuwsche Eilanden (neerlandès per a «Estrella de les Illes Zelandeses») és una cursa ciclista femenina per etapes que es disputava anualment per les carreteres de Zelanda als Països Baixos. Creada el 1998, forma part del calendari de l'UCI. De 1998 a 2004 es coneixia com el nom de Ster van Walcheren («Estrella de Walcheren»).

## Palmarès
| Any                     | Vencedora            | Segona                | Tercera                  |
| Ster van Walcheren      | Ster van Walcheren   | Ster van Walcheren    | Ster van Walcheren       |
| ----------------------- | -------------------- | --------------------- | ------------------------ |
| 1998                    | Valentina Polkhanova | Chantal Beltman       | Marielle van Scheppingen |
| 1999                    | Hanka Kupfernagel    | Debby Mansveld        | Ghita Beltman            |
| 2000                    | Hanka Kupfernagel    | Edith Klep-Moerenhout | Sandra Rombouts          |
| 2001                    | Lada Kozlíková       | Andrea Bosman         | Anouska van der Zee      |
| 2002                    | Leontien van Moorsel | Vera Koedooder        | Frances Newstead         |
| 2003                    | Mirjam Melchers      | Loes Gunnewijk        | Vera Koedooder           |
| 2004                    | Chantal Beltman      | Loes Gunnewijk        | Katherine Bates          |
| Ster Zeeuwsche Eilanden |                      |                       |                          |
| 2005                    | Mirjam Melchers      | Loes Gunnewijk        | Chantal Beltman          |
| 2006                    | Kirsten Wild         | Marianne Vos          | Linda Villumsen          |
| 2007                    | Marianne Vos         | Kirsten Wild          | Mirjam Melchers          |
| 2008                    | Ina-Yoko Teutenberg  | Kirsten Wild          | Ellen van Dijk           |
| 2009                    | Ina-Yoko Teutenberg  | Chantal Beltman       | Linda Villumsen          |
| 2010                    | Kirsten Wild         | Iris Slappendel       | Annemiek van Vleuten     |
| 2011                    | Marianne Vos         | Kirsten Wild          | Sarah Düster             |
| 2012                    | Kirsten Wild         | Amy Cure              | Amy Pieters              |